# Кланіно (Західнопоморське воєводство)
Кланіно (пол. Kłanino) — село в Польщі, у гміні Боболиці Кошалінського повіту Західнопоморського воєводства.
Населення — 647 осіб (2011).
У 1975-1998 роках село належало до Кошалінського воєводства.

## Демографія
Демографічна структура станом на 31 березня 2011 року:
|          | Загалом | Допрацездатний вік | Працездатний вік | Постпрацездатний вік |
| -------- | ------- | ------------------ | ---------------- | -------------------- |
| Чоловіки | 346     | 84                 | 238              | 24                   |
| Жінки    | 301     | 70                 | 178              | 53                   |
| Разом    | 647     | 154                | 416              | 77                   |